# يزيد بن قيس بن الخطيم
يزيد بن قيس بن الخطيم (المتوفي سنة 13 هـ) صحابي من الأنصار من بني ظفر من الأوس. شهد مع النبي محمد غزوة أحد، وأبلى فيها بلاءً حسنًا، فكان النبي محمد يقول له يومها: «اقبل يا جاسر، أدبر يا جاسر»، وأصيب يومئذ باثنتي عشرة جراحة، ثم شهد بعد ذلك المشاهد كلها بعدها. وبعد وفاة النبي محمد، شارك في الفتح الإسلامي لفارس، وقُتل يوم جسر أبي عبيد.